# Анокур
Анокур (фр. Hannocourt) насеље је и општина у североисточној Француској у региону Лорена, у департману Мозел која припада префектури Шато Сален.
По подацима из 2011. године у општини је живело 22 становника, а густина насељености је износила 5,23 становника/km². Општина се простире на површини од 4,21 km². Налази се на средњој надморској висини од 250 метара (максималној 270 m, а минималној 231 m).

## Демографија
| 1962. | 1968. | 1975. | 1982. | 1990. | 1999. | 2011. |
| ----- | ----- | ----- | ----- | ----- | ----- | ----- |
| 15    | 22    | 22    | 16    | 17    | 19    | 22    |

График промене броја становника у току последњих година